# Sportpaleis
L'Antwerps Sportpaleis, meglio noto con il semplice nome di Sportpaleis, è un'arena situata ad Anversa in Belgio.
Inaugurata nel 1933 e successivamente dal 2010 al 2013 è stata ristrutturata ed ampliata,
è una struttura polifunzionale dove vengono organizzati concerti, eventi sportivi, festival e fiere e può contenere massimo 23000 persone includendo la parte centrale dell'arena. L'impianto è stato inizialmente costruito per lo sport, in particolare il ciclismo su pista, ma ora esso è venuto meno, ad eccezione del Proximus Diamond Games, un torneo annuale di tennis femminile.
Secondo Billboard, l'arena è la seconda più visitata al mondo, dietro solo al Madison Square Garden. È molto nota principalmente per le performance di artisti internazionali: infatti è frequentemente scelta come sede di concerti da essi. Fra i tantissimi ospiti ricevuti, spiccano i nomi di: Ariana Grande, Dimitri Vegas & Like Mike, Britney Spears, Rihanna, Shakira, i Coldplay, Anastacia, i Muse, Beyoncé, Madonna, Iron Maiden, Metallica, Sting, Céline Dion, Lady Gaga, Justin Bieber e i Pink Floyd.
È nota per essere l'arena coperta più grande d'Europa e per aver ospitato, dal 2013 al 2022 l'evento targato Tomorrowland dei noti DJ Dimitri Vegas & Like Mike
Accanto allo Sportpaleis c'è la Lotto Arena, che può contenere 8000 persone, sorella minore dello Sportpaleis e collegata con quest'ultima. Molti eventi usano entrambe le strutture.